# Spermacoce stipularis
Spermacoce stipularis är en måreväxtart som beskrevs av Steven Dessein. Spermacoce stipularis ingår i släktet Spermacoce och familjen måreväxter. Inga underarter finns listade i Catalogue of Life.